# Фаустас Кірша
Фаустас Кірша (лит. Faustas Kirša; 13 лютого (25 лютого) 1891, Сянадваріс, нині Зарасайський район, Литва — 5 січня 1964, Бостон, США) — литовський письменник, перекладач, автор лібрето.

## Життєпис
Навчався в гімназіях Ковно і Москви, атестат отримав у Орлі. Закінчив у Вільно педагогічні курси (1915). Працював учителем. Навчався в Берліні — слухав лекції в університеті (1921 — 1926). Працював у періодичній пресі: редагував культурний додаток до газети «Летувос айдас» (лит. «Lietuvos aidas»,  «Lietuvos aidas», «Ехо Литви»), літературно-художній альманах «Дайнава», пізніше журнал «Прадай ір жігяй » (лит. «Pradai ir žygiai» , «Начала і прагнення»). 
У 1944 еміґрував з Литви до Німеччини. У 1949 переїхав до США. 

## Творчість
Вірші почав публікувати в 1912. Першу збірка «Вири» ( „Verpetai“) видав у 1918. У поезії орієнтувався на поетику символізму; більшість віршів медитативного характеру.  

## Переклади
Литовською мовою перекладав твори Юзефа Крашевського («Вітольорауда», 1924), Зигмунта Красінського («Небожественна комедія», 1928). Перекладав також п'єси і лібрето опер «Кармен» Ж. Бізе, разом з Балісом Сруогою — «Травіату» Джузеппе Верді). 

## Збірки поезії
- Verpetai (1918).
- Aidų aidužiai (1921).
- Suverstos vagos (1926).
- Giesmės (1934).
- Maldos ant akmens (1937).
- Piligrimai (1939).
- Tolumos (1947).
- Šventieji akmenys (1951).

## Поеми
- Rimgaudo žygis (1930).
- Pelenai (кн. 1 — 2, 1930 — 1938).